# Linyphantes
Linyphantes Chamberlin & Ivie, 1942 è un genere di ragni appartenente alla famiglia Linyphiidae.

## Distribuzione
Le 19 specie oggi note di questo genere sono state rinvenute in America settentrionale e centrale (di cui 15 negli Stati Uniti e 1 in Messico)..

## Tassonomia
Gli esemplari considerati per la determinazione delle caratteristiche della specie tipo di questo genere sono quelli di Linyphia ephedra Chamberlin & Ivie, 1933; Linyphantes è considerato sinonimo anteriore di Centromeroides Schenkel, 1950, a seguito di uno studio effettuato sugli esemplari di Centromeroides modestus Schenkel, 1950 dall'aracnologo van Helsdingen (1973c).
Nel 1967 l'aracnologo Ivie trasferì in questo genere la Bathyphantes pacifica Banks, 1906, denominandola Linyphantes pacificus (Banks, 1906), senza avvedersi che tale denominazione era già stata adoperata in un lavoro di Chamberlin & Ivie stesso del 1942 su altri esemplari (Linyphantes pacificus Chamberlin & Ivie, 1942). Da ben 45 anni si attende uno studio di conferma di questo spostamento: in caso positivo, cioè che il trasferimento sia stato corretto, sarà la specie descritta nel 1942, per la regola della nomenclatura tassonomica della precedenza, a dover cambiare nome.
Dal 1993 non sono stati esaminati esemplari di questo genere.
A giugno 2012, si compone di 19 specie e 1 sottospecie:
1. Linyphantes aeronauticus (Petrunkevitch, 1929)[3] — USA
2. Linyphantes aliso Chamberlin & Ivie, 1942 — USA
3. Linyphantes anacortes Chamberlin & Ivie, 1942 — USA
4. Linyphantes delmarus Chamberlin & Ivie, 1942 — USA
5. Linyphantes distinctus Chamberlin & Ivie, 1942 — USA
6. Linyphantes eureka Chamberlin & Ivie, 1942 — USA
7. Linyphantes laguna Chamberlin & Ivie, 1942 — USA
8. Linyphantes microps Chamberlin & Ivie, 1942 — USA
9. Linyphantes natches Chamberlin & Ivie, 1942 — USA
10. Linyphantes nehalem Chamberlin & Ivie, 1942 — USA
11. Linyphantes nigrescens Chamberlin & Ivie, 1942 — USA
12. Linyphantes obscurus Chamberlin & Ivie, 1942 — USA
13. Linyphantes orcinus (Emerton, 1917) — USA, Canada
14. Linyphantes pacificus (Banks, 1906) — USA
15. Linyphantes pacificus Chamberlin & Ivie, 1942 — USA
16. Linyphantes pualla Chamberlin & Ivie, 1942 — USA, Canada
17. Linyphantes santinez Chamberlin & Ivie, 1942 — USA
  - Linyphantes santinez verdugo Chamberlin & Ivie, 1942 — USA
18. Linyphantes tragicus (Banks, 1898) — Messico
19. Linyphantes victoria Chamberlin & Ivie, 1942 — Canada

### Sinonimi
- Linyphantes ephedrus (Chamberlin & Ivie, 1933); sinonimo di L. aeronauticus (Petrunkevitch, 1929) a seguito di uno studio di van Helsdingen, (1973c)[1].
- Linyphantes longivulva Chamberlin & Ivie, 1942; sinonimo di L. orcinus (Emerton, 1917) a seguito di uno studio di van Helsdingen, (1973c)[1].
- Linyphantes modestus Schenkel, 1950; sinonimo di L. aeronauticus (Petrunkevitch, 1929) a seguito di uno studio di van Helsdingen, (1973c)[1].